# Szlak „Osady Braci Czeskich”
 Szlak „Osady Braci Czeskich” – niebieski znakowany szlak turystyczny pieszy szlak w okolicach Łasku o długości 65 km. Szlak prowadzi przez miejscowości związane z osadnictwem braci czeskich.

## Przebieg
Widawa (PKS) – Wrzosy – Ruda – Chrząstawa – Faustynów – Walewice – Pożdżenice – Zelów – Zelówek – Bocianicha – Grzeszyn – Gucin – Rokitnica – Talar – Barycz – Ostrów – Łask Kolumna (PKP, PKS)

## Obiekty na szlaku

### Widawa
- barokowy kościół z 1638 r.
- klasztor pobernardyński z XVII w.

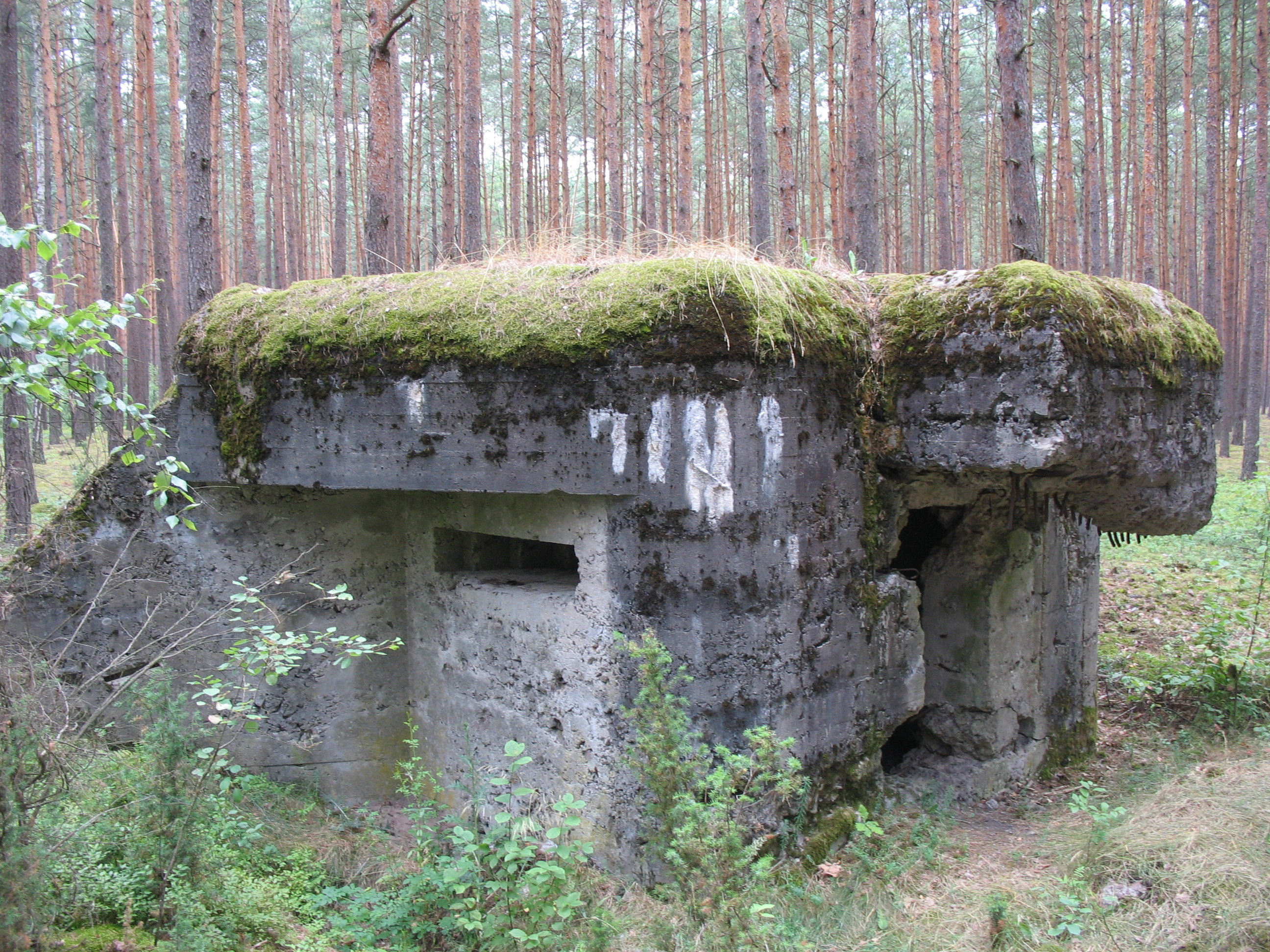
Schron bojowy w Faustynowie

- kurhan z okresu rzymskiego (II-IV w.)
- synagoga
- kirkut

### Chrząstawa
- dawny młyn wodny, obecnie elektryczny

### Faustynów
- cztery polskie schrony bojowe
- cmentarz ewangelicki

### Pożdżenice

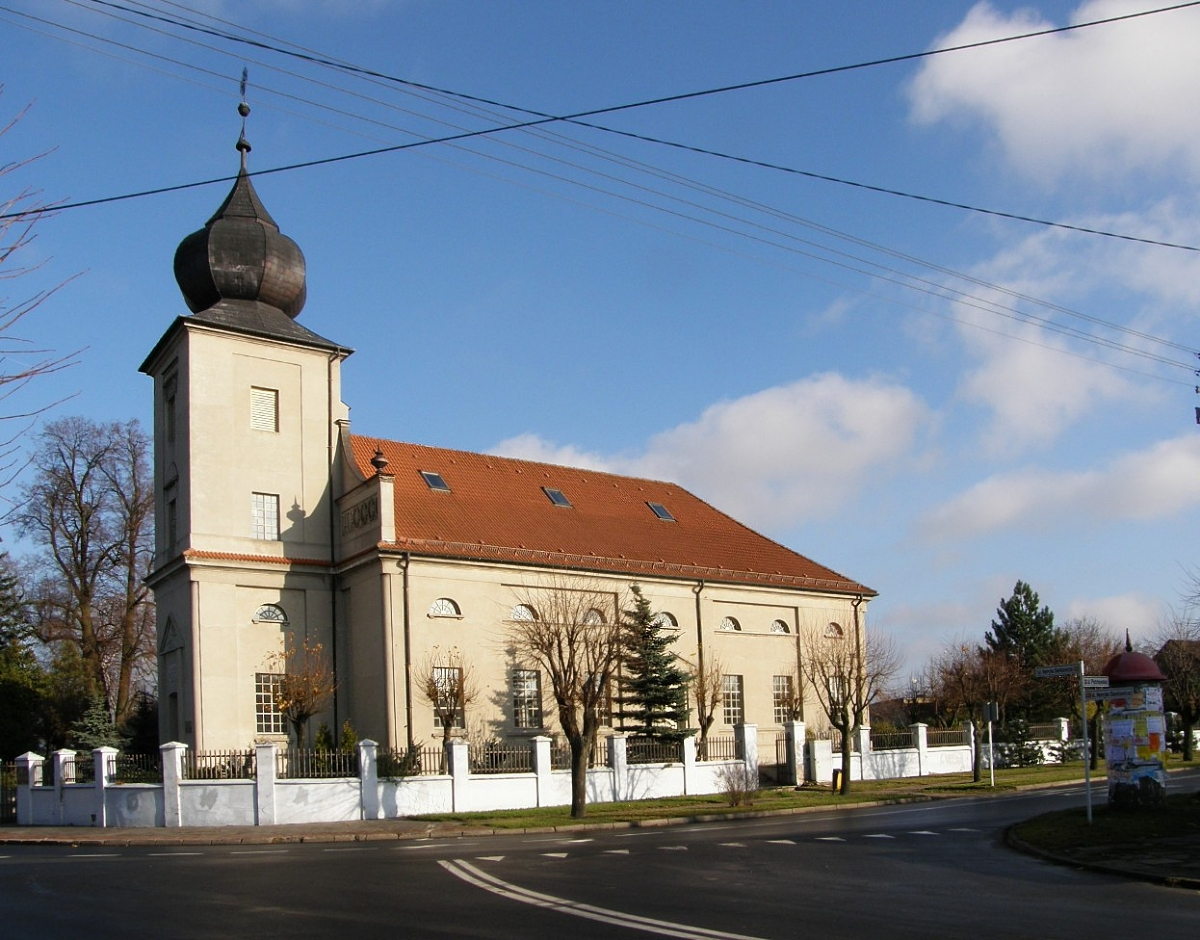
Klasycystyczny kościół braci czeskich z 1825 r. w Zelowie

- szkoła z początku XIX w.
- cmentarz ewangelicki

### Zelów
- kościół ewangelicko-reformowany w Zelowie
- cmentarz ewangelicko-reformowany w Zelowie
- Muzeum w Zelowie – Ośrodek Dokumentacji Dziejów Braci Czeskich
- kościół katolicki modernistyczny z 1931-1933
- kościół Chrześcijan Baptystów
- drewniane domy tkaczy z XIX w.
- murowane domy z połowy XIX w.

### Ostrów
- eklektyczny dwór murowany
- pozostałości parku

### Zabłoty

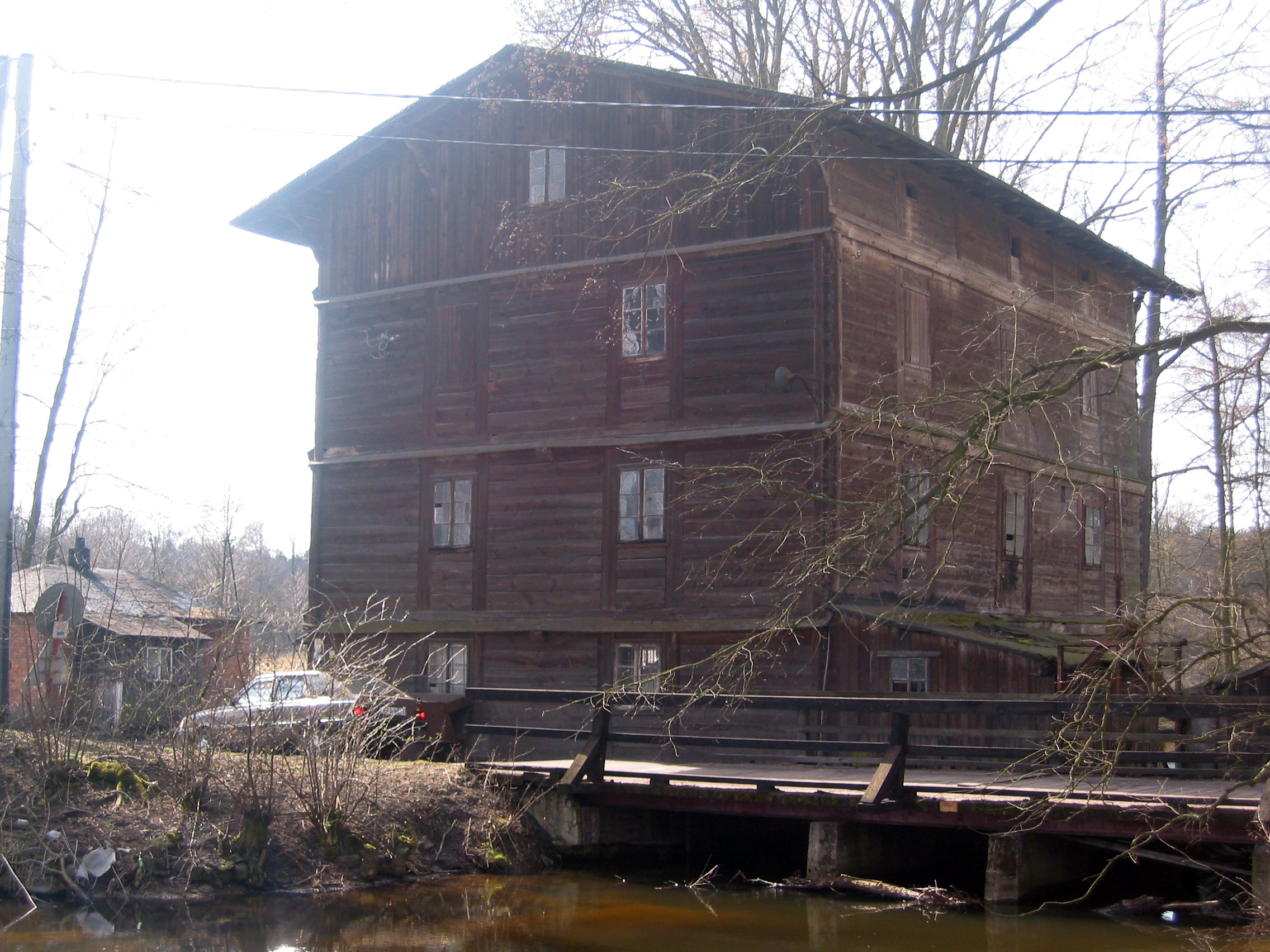
Młyn w Talarze - widok obecny

- Cmentarz ewangelicki w Zabłotach

### Grzeszyn
- dawna fabryka włókiennicza braci Busse
- willa w stylu modernizmu niemieckiego
- pozostałości parku

### Rokitnica
- kościół ewangelicki
- cmentarz ewangelicki

### Talar
- dwa młyny

## Atrakcje przyrodnicze
- Park Krajobrazowy Międzyrzecza Warty i Widawki
- Kotlina Szczercowska
- Wysoczyzna Łaska
- Grabia